# Volverse Palestina
Volverse Palestina es el segundo libro de no ficción de la escritora chilena Lina Meruane, publicado en 2013 por la colección «Dislocados» de la editorial mexicana Literal Publishing, junto con el Consejo Nacional para la Cultura y las Artes (Conaculta).
El libro, dedicado a su padre, a quien debe su origen palestino, y a sus amigos «A» y «Z», puede clasificarse como una crónica de viaje de la autora en su viaje a Palestina en busca de sus raíces familiares, en medio de las tensiones previas al conflicto entre la Franja de Gaza e Israel de 2014.

## Estructura y contenido
Volverse Palestina se divide en los siguientes tres capítulos, cada uno de los cuales se subdivide a su vez en pequeñas secciones:
1. «La agonía de las cosas». La autora inicia una búsqueda de sus raíces árabes con su familia chilena.[6]
2. «El llamado palestino». Lina decide viajar a Palestina desde su hogar en Nueva York. Palestina, la tierra de su familia paterna fracturada por el sionismo, que también es su tierra. Un escritor conocido por ella, judío y casado con una palestina musulmana, la invita a quedarse en su casa, pero desiste de escribir sobre su vida allí por miedo a los extremismos.[7]
3. «Palestina en pedazos». Lina visita Palestina e Israel entre una dura y constante represión militar israelí. Se hospeda en Jaffa, en casa de Ankar, su conocido escritor. Junto con Zima, su esposa, visita a parientes buscando sus raíces y al territorio (Tel Aviv, Jerusalén, Beit Jala, Hebrón) para intentar comprender el horror.[8]

## Historia editorial
Una versión abreviada de esta crónica apareció inicialmente en Chile en 2012, en la antología Mujeres que viajan solas, que recoge 15 crónicas de periodistas como Claudia Aldana, María José Viera-Gallo, Josefina Licitra, Pepa Valenzuela, Sabine Drysdale o Gabriela Wiener, entre otras, publicadas en la revista Domingo de El Mercurio y editadas como un libro por Aguilar Chilena de Ediciones S.A.
En 2014 se publicó en Penguin Random House Volverse Palestina: seguido de Volvernos otros, que añade a este texto su ensayo «Volvernos otros». Más tarde, en 2022 y por la misma editorial se publicó Palestina en pedazos, que a los dos textos anteriores añade un tercero, «Rostros en mi rostro».